# نورة بيندر
نورة بيندر (بالألمانية: Nora Binder)‏ (و. 1984  م) هي ممثلة مسرحية، وممثلة أفلام ألمانية، ولدت في بيرغيش غلادباخ.

## التعليم
تعلمت في جامعة لومير ليون 2 ‏.

## وصلات خارجية
- نورة بيندر على موقع IMDb (الإنجليزية)
- نورة بيندر على موقع ألو سيني (الفرنسية)
- نورة بيندر على موقع قاعدة بيانات الفيلم (الإنجليزية)
- نورة بيندر على موقع كينوبويسك (الروسية)

- نورة بيندر في قاعدة بيانات الأفلام على الإنترنت